# Воля-Наропінська
Воля-Наропінська (пол. Wola Naropińska) — село в Польщі, у гміні Желехлінек Томашовського повіту Лодзинського воєводства.
У 1975-1998 роках село належало до Пйотрковського воєводства.